# Нідерріден
Нідерріден (нім. Niederrieden) — громада в Німеччині, знаходиться в землі Баварія. Підпорядковується адміністративному округу Швабія. Входить до складу району Унтеральгой. Складова частина об'єднання громад Бос.
Площа — 13,90 км2. Населення становить 1478 ос. (станом на 31 грудня 2020).